# Maria Lucília Moita
Maria Lucília Moita ( Alcanena, 9 de agosto de 1928 - 22 de agosto de 2011 ) fue una pintora y poeta portuguesa vinculada al naturalismo. Su dilatada trayectoria de más de 60 años de pintura y poesía está marcada por varias fases de descubrimiento e introspección, desde el naturalismo de su primera etapa hasta el paisajismo interior de su última etapa. Tiene dedicada una sección en el Museo Ibérico de Arqueología y Arte de Abrantes. 

## Biografía
Maria Lucília Anastácio Moita Tavares Simão nació en Alcanena, en la casa familiar. Creció rodeada de caballos y otros animales, siendo educada en el respeto al medio ambiente y dando importancia a la sensibilidad y a la creación. Acompañaba a su padre a las corridas de toros de la zona. Desde joven mostró interés por la pintura y fue alumna del pintor João Reis entre 1944 y 1946. Durante esta etapa y hasta 1951 estudió a pintores como Malhoa, Carlos Reis, Silva Porto o Columbano. Frecuentaba la casa del Dr. Anástacio Gonçalves, su primo, donde solía ir a pintar o a exponer sus últimas producciones.
En 1948, envió un cuadro “Casas blancas” al Salón de Primavera de la Sociedad Nacional de Bellas Artes . El crítico João Portela escribió en el Diário de Lisboa que la pintura de Maria Lucília Moita era una mezcla de “sensibilidad cromática, finura poética y romanticismo estático de belleza que cautiva la imaginación”. Al año siguiente, “beco da liberdade” (Nazaré) recibió una mención honorífica.

## Camino artístico
Sus primeras pinturas, realizadas bajo los auspicios del pintor João Reis o bajo las directrices de su primo, el médico y coleccionista Anastácio Gonçalves, le valieron más el epíteto de “la última gran naturalista portuguesa”. 

#### Reacción

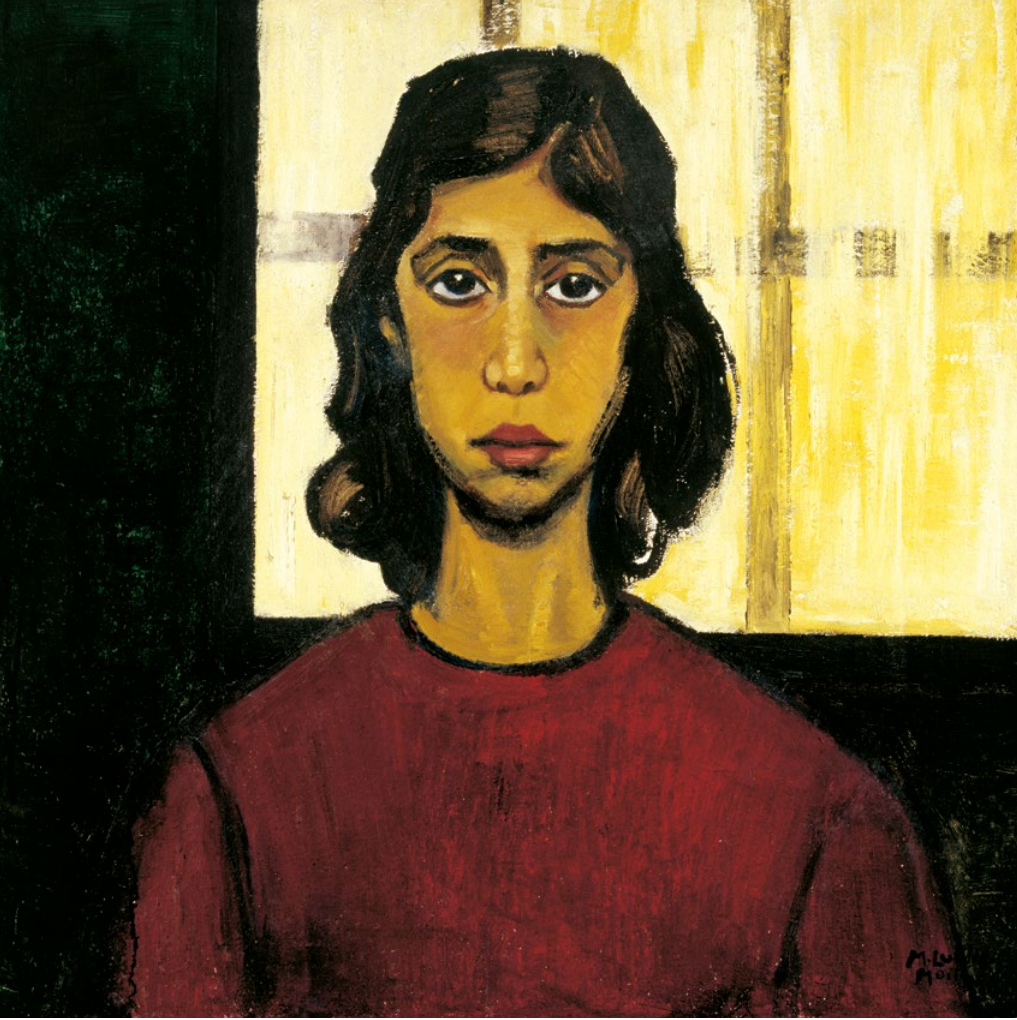
"Retrato de una muchacha" (1959)

A esto le siguió un desinterés creciente por la pintura culta, muy visible en la exposición individual de 1960 en la galería Diário de Noticias. La artista manejaba la espátula, que nunca vio utilizar a sus maestros, y utilizaba masilla y tintes de anilina prestados de sus hijos. Esta fue una etapa marcada por la ruptura con sus compañeros naturalistas. 
Incluso durante algún tiempo abandonó temporalmente la pintura, entregándose a la poesía, que la acompañaría siempre y que contribuyó a la publicación de su primer libro de poemas, Tempo Circulado, en 1967.  En la obra podemos encontrar las palabras de transformación que marcarían este período de su producción artística: 

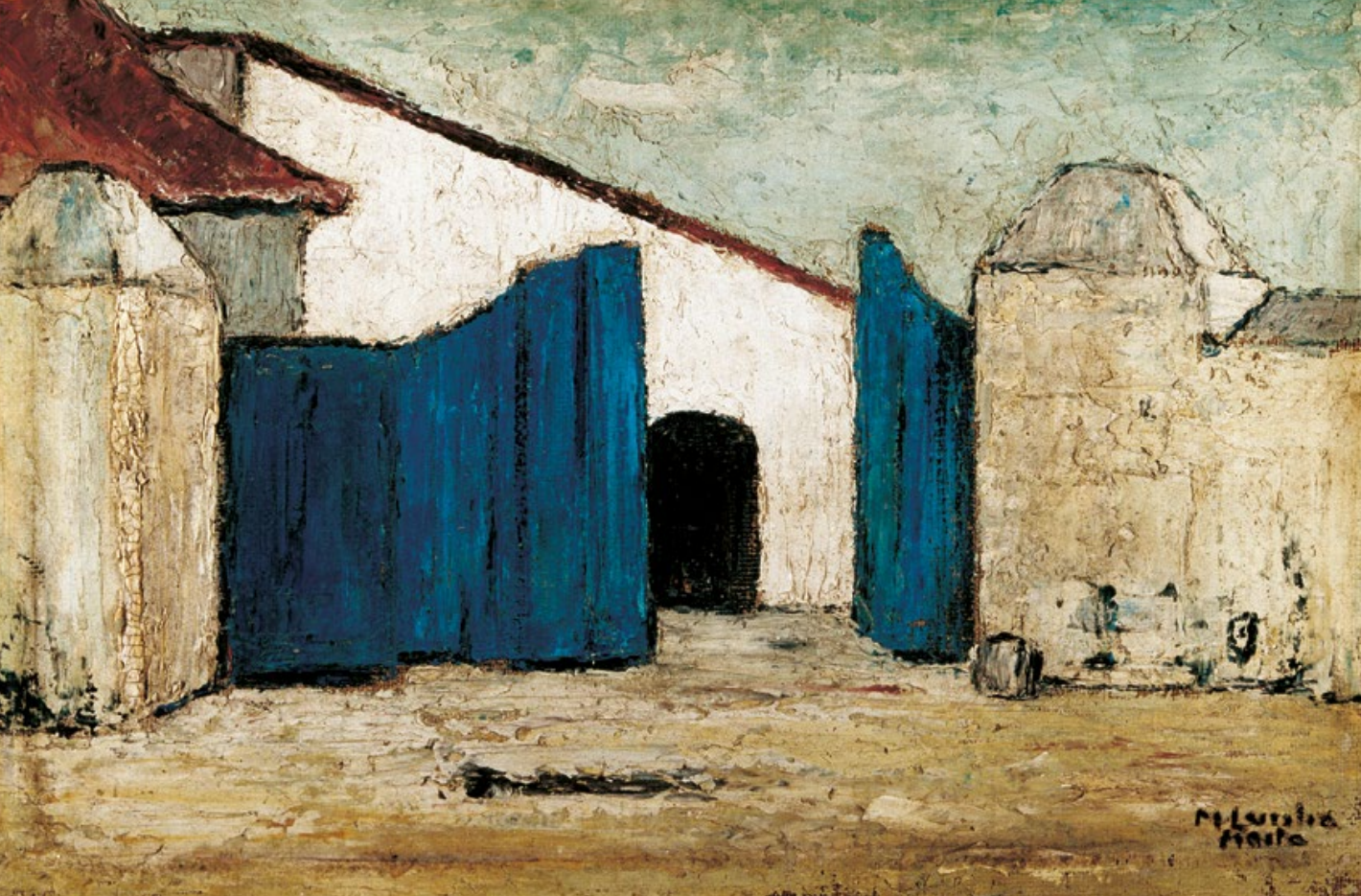
"La puerta azul" (1962), expuesto en el MIAA

#### Orgánico
En una etapa posterior se adentra por un camino de expresividad poética y liberación interior, que da como resultado una abstracción novedosa en su estética. Esta etapa durará alrededor de dos años, fuertemente marcada por el clima de cambio provocado por la Revolución de los Claveles y el 25 de abril de 1974 . Esta fase de su obra se caracteriza por la desintegración figurativa y el organicismo plástico, cuyas formas sugerentes de “tejidos celulares” son bautizadas por Lima de Freitas como “ orgánicas ”. 
|  |  |

#### Paisajismo interior
A finales de la década de 1970, Maria Lucília Moita encuentra su propia “escritura” en un nuevo tipo de paisajismo, cada vez más interior. Es a través de este paisaje interior que la pintora nos presenta la “comunión multifacética con el mundo", un mundo que la pintora quiere ver y leer como un poema.

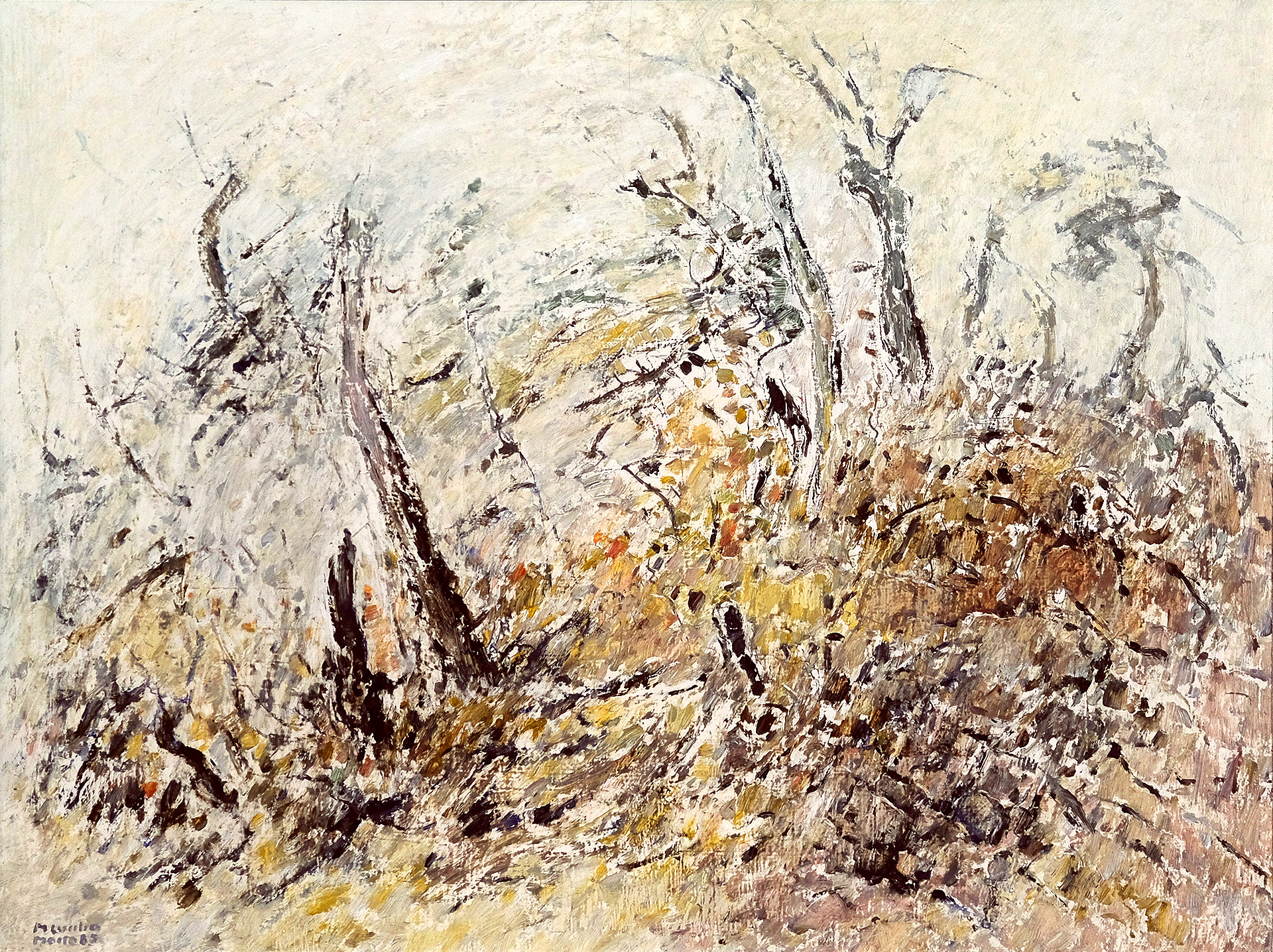
"Danza de los árboles" (1985)

En sus últimos años se aprecia el interés por pinturas al óleo a partir del carbón, manteniendo o simulando el color y la pincelada. 

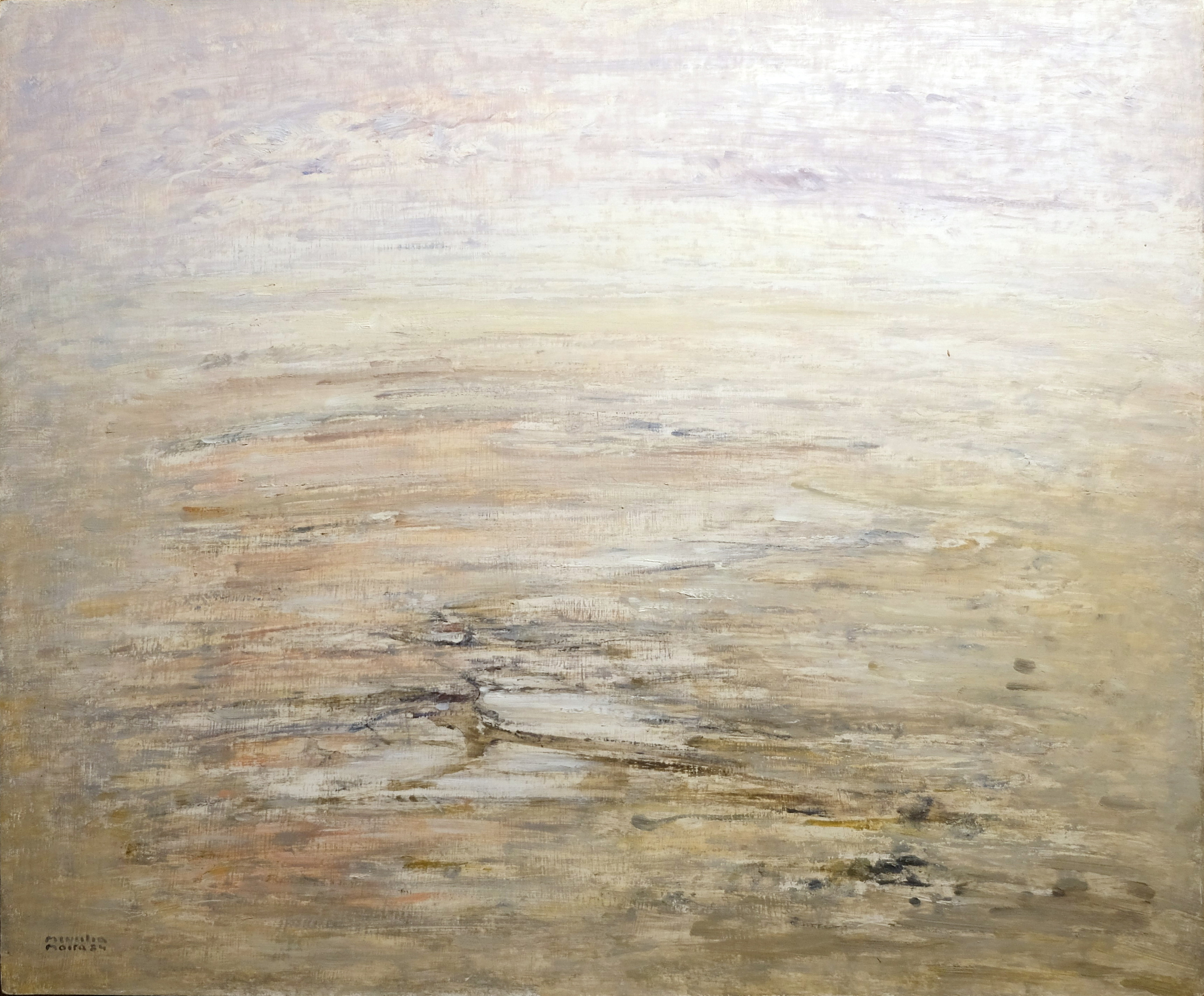
Paisaje (1984)

### Exposiciones y premios
Desde 1948 participa en los Salones de Primavera e Invierno de la Sociedad Nacional de Bellas Artes (SNBA), en Lisboa, hasta la década de 1960.  En 1958 organizó su primera exposición individual en la SNBA. 
Entre sus más importantes exposiciones individuales figuran las siguientes:
- Sociedad Nacional de Bellas Artes, en Lisboa (1958)
- Galería del Daily News, en Lisboa (1960)
- Museo Distrital de Santarém (1978)
- Fundación Ing. António de Almeida en Oporto (1981)
- Museo Machado de Castro, en Coímbra (1982)
- Museo José Malhoa, en Caldas da Rainha (1982)
- Centro UNESCO de Oporto (1985)
- Ayuntamiento de Alcanena (1986)
- Casa de la Cultura, en Alcanena (1992)
- Centro Cultural de Belém, en Lisboa (1996)
- Biblioteca Calouste Gulbenkian, en Ponte de Sôr (1996)
- Convento de Cardaes, en Lisboa (2000)
- Galería Municipal Verney, en Oeiras (2001)

- Casa Bocage (2003) [3]

Recibió las siguientes distinciones:
- Medalla de Oro al Mérito Municipal por el Ayuntamiento de Alcanena, en 1989
- Medalla al mérito cultural por el Ayuntamiento de Abrantes, en 1996 [3]

### Acción social
En un espacio contiguo a su estudio, en su casa de Abrantes, hay una pequeña galería donde recibía a diversos grupos de la comunidad –desde escuelas hasta centros de día– y a quienes exponía y explicaba extensamente su obra, compartiendo su sensibilidad artística y poética. 
En enero de 2024, la familia de la pintora reabrió su estudio, conservado intacto, reanudando las visitas en colaboración con el Museo Ibérico de Arqueología y Arte.

### Muerte y legado
Maria Lucília Moita donó gran parte de su obra al municipio de Abrantes, que integró la colección de pintura con su nombre, instalada en el Museo Ibérico de Arqueología y Arte. Esta donación incluye óleos y dibujos al carboncillo seleccionados y organizados por la pintora y que enmarcan su vida y obra. 
El Municipio de Abrantes bautizó con el nombre de la pintora la Escuela Primaria Maria Lucília Moita, perteneciente al Grupo Escolar Abrantes. El Municipio de Alcanena da nombre a la pinacoteca municipal.

## Obra

### Pinturas y dibujos
Su obra está representada en colecciones privadas nacionales y extranjeras y en varios museos nacionales:
- Centro de Arte Moderno de la Fundación Calouste Gulbenkian, en Lisboa [17]
- Museo Chiado, en Lisboa
- Casa Museo Dr. Anastácio Gonçalves, en Lisboa
- Fundación Ing. António de Almeida, en Oporto
- Centro UNESCO de Oporto
- Museo José Malhoa, en Caldas da Rainha
- Museo de Nazaret
- Galería de dibujos de Estremoz
- Museo Martins Correia, en Golegã
- Museo Municipal de Torres Novas
- Museo de Setúbal
- Centro de Arte Contemporáneo del Museo Municipal de Tomar [3][13][18]

### Libros
- Tiempo circulado . Braga: Pax Publishing, 1967 [11]
- Mundo estrecho por dentro .[19] Torres Novas: Editorial Almondina, 1971 [20]
- Tiempo de retención . Lisboa: Imprenta Henrique Torres, imp. 1974 [21]
- ¿A dónde me lleva la memoria ? Alcanena: Ayuntamiento, 1992 [6]
- La imagen y la palabra . Con el tiempo . (en colaboración con Lima de Freitas) Abrantes: Ayuntamiento, 1993 [2][3][13][22]